# Scorpaenopsis ramaraoi
Scorpaenopsis ramaraoi är en fiskart som beskrevs av Randall och William N. Eschmeyer 2001. Scorpaenopsis ramaraoi ingår i släktet Scorpaenopsis och familjen Scorpaenidae. IUCN kategoriserar arten globalt som livskraftig. Inga underarter finns listade i Catalogue of Life.